# Miquel Xirau i Borrell
Miquel Xirau i Borrell (Mataró, 6 d'octubre de 1930 - Mataró, 19 de juliol de 2005) fou un futbolista català de les dècades de 1950 i 1960.

## Trajectòria
Després de jugar a la seva ciutat natal, l'any 1947 fou fitxat pel RCD Espanyol, qui el cedí inicialment a la Penya Saprissa, per passar durant la mateixa temporada a la SD Espanya Industrial. La següent temporada fou cedit al RCD Mallorca i a continuació temporada i mitja al Girona FC. El març de 1951 debutà amb el primer equip de l'Espanyol a la lliga, disputant 14 partits en temporada i mitja, on marcà 4 gols, i 3 partits més de copa. La temporada 1952-53 tornà a anar cedit, aquest cop a la UE Sant Andreu.
La temporada 1953-54 la jugà a la Balompédica Linense, on fou el màxim golejador de la categoria. Els seus millors anys els va viure a l'Hèrcules CF, on fou titular durant tres temporades, dues de les quals a primera divisió. Després jugà dues temporades al Reial Oviedo, de les quals fou titular la primera d'elles, a Segona Divisió, però disputà pocs partits la segona, a Primera. La temporada 1959-60 la disputà a l'Aviles Industrial, i el 1960 retornà al CE Mataró, on jugà fins a 1967.
Un cop es retirà de la pràctica del futbol esdevingué entrenador, dirigint diversos club modestos catalans, com el CE Mataró (diverses etapes), el CD Blanes (durant 5 temporades), el CF Badalona o el CE Premià.